# 夷州 (唐朝)
夷州是中国唐朝的州，位于现在的贵州省遵义市东部。
夷州是下州，原是隋朝明阳郡绥阳县。武德四年（621年），在思州宁夷县置夷州，领夜郎、神泉、丰乐、绥养、鸡翁、伏远、明阳、高富、宁夷、思义、丹川、宣慈、慈岳等十三县。武德六年（623年），废鸡翁县。贞观元年（627年），废夷州，省夜郎、神泉、丰乐三县，以伏远、明阳、高富、宁夷、思义、丹川六县隶属于务州，宣慈、慈岳二县隶属于溪州，绥养县隶属于智州。贞观四年（630年），于黔州都上县复置夷州。六年（632年），贞观又置鸡翁县。贞观十一年（637年），以义州的绥阳县、黔州的高富县属夷州，自都上徙治绥阳。天宝元年（742年），改为义泉郡。乾元元年（758年），复为夷州。领四县：绥阳、都上、义泉、洋川，二千二百四十一户，八千六百五十七口。天宝五县：绥阳（贵州省凤冈县）、都上、义泉（贵州省湄潭县）、洋川、宁夷，一千二百八十四户，七千一十三口。在京师长安南四千三百八十七里，至东都洛阳三千八百八十里。五代十国地属蛮夷，宋朝复置承州，后来合并到珍州。
夷州刺史
- 昝敬本（唐高宗前期）
- 窦孝臻（武周时）
- 赵揆（唐中宗时）
- 周利贞（714年，未任）
- 杨濬（736年—737年）
- 薛舒（天宝年间）
- 沈夏（896年）
- 唐涣（唐末）